# Rakevo, Vrața
Rakevo (în bulgară Ракево) este un sat în comuna Krivodol, regiunea Vrața,  Bulgaria. 

## Demografie
Componența etnică a satului Rakevo
     Bulgari (84,84%)
     Romi (4,19%)
     Nicio identificare (10,41%)
     Altele (0,54%)
La recensământul din 2011, populația satului Rakevo era de 739 locuitori. Din punct de vedere etnic, majoritatea locuitorilor (84,84%) erau bulgari, cu o minoritate de romi (4,19%). Pentru 10,41% din locuitori nu este cunoscută apartenența etnică.